# Cellepora adriatica
Cellepora adriatica är en mossdjursart som beskrevs av Hayward och Harold Hall McKinney 2002. Cellepora adriatica ingår i släktet Cellepora och familjen Celleporidae. Inga underarter finns listade i Catalogue of Life.